# Тхоринська сільська рада
Тхоринська сільська рада — колишня адміністративно-територіальна одиниця та орган місцевого самоврядування у Словечанському районі Коростенської і Волинської округ, Київської та Житомирської областей Української РСР з адміністративним центром у селі Тхорин.

## Населені пункти
Сільській раді на час ліквідації були підпорядковані населені пункти:
- с. Дуби;
- с. Кам'янка;
- с. Тхорин;
- х. Малашки.

## Населення
Кількість населення ради, станом на 1923 рік, становила 1 457 осіб, кількість дворів — 265.

## Історія та адміністративний устрій
Створена 1923 року в складі с. Тхорин та хутора Кам'янка Словечанської волості Овруцького повіту Волинської губернії. 7 березня 1923 року включена до складу новоствореного Словечанського району Коростенської округи. Станом на 12 грудня 1926 року в підпорядкуванні значилися хутори В'язковик, Гаркуші, Заброди, Злужжє, Павликовка, Радихов, які на 1 жовтня 1941 року не перебували на обліку населених пунктів.
Станом на 1 вересня 1946 року сільська рада входила до складу Словечанського району Житомирської області, на обліку в раді перебували с. Тхорин та х. Кам'янка.
11 серпня 1954 року, відповідно до указу Президії Верховної ради Української РСР «Про укрупнення сільських рад по Житомирській області», до складу ради включено села Дуби, Червоносілка та х. Малашки ліквідованої Червоносільської сільської ради Словечанського району. 2 вересня 1954 року, відповідно до рішення Житомирського облвиконкому № 1087 «Про перечислення населених пунктів в межах районів Житомирської області», с. Червоносілка підпорядковано Можарівській сільській раді Словечанського району.
Ліквідована 5 березня 1959 року, відповідно до рішення Житомирського облвиконкому № 161 «Про ліквідацію та зміну адміністративно-територіального поділу окремих сільських рад області», територію й населені пункти ради приєднано до складу Словечанської сільської ради Словечанського району Житомирської області.